# Каюмов, Рустам Наильевич
Руста́м Наи́льевич Каю́мов (род. 14 апреля 1994, Большой Порек, Кировская область) — российский биатлонист, призёр чемпионата России. Мастер спорта России.

## Биография
Занимается биатлоном с 15 лет, до того занимался лыжным спортом. Первый тренер в биатлоне — Суфиахметов Айдар Муллахметович. В юниорском возрасте выступал за Удмуртию. Призёр первенства России среди юношей в смешанной эстафете 2012 года.
В дальнейшем перешёл в команду Ямало-Ненецкого автономного округа. Воспитанник СШОР им. Татьяны Ахатовой (Лабытнанги). Ныне представляет ЦОП (Новый Уренгой).
На чемпионате России 2017 года стал серебряным призёром в одиночной смешанной эстафете, в паре с Ларисой Куклиной.
Становился призёром этапов Кубка России в эстафете.